# Карагёль (озеро, Агдеринский район)
Карагёль (азерб. Qaragöl) или Турагачай-Карагёль (азерб. Torağayçay Qaragölü) — пресноводное озеро в Агдеринском районе Азербайджана.

## Описание
Расположено в бассейне реки Турагачай (приток Тертера), у южного склона горы Гямыш (Муровдагский хребет), на высоте 2479 м. Площадь озера составляет 6,6 га, средняя глубина — 9,4 м.
Вода озера используется для поения скота.